# Alcarràs (kommunhuvudort)
Alcarràs är en kommunhuvudort i Spanien.   Den ligger i provinsen Província de Lleida och regionen Katalonien, i den östra delen av landet, 400 km öster om huvudstaden Madrid. Alcarràs ligger 130 meter över havet och antalet invånare är 5 133.
Terrängen runt Alcarràs är huvudsakligen platt. Alcarràs ligger nere i en dal. Runt Alcarràs är det ganska tätbefolkat, med 120 invånare per kvadratkilometer. Närmaste större samhälle är Lleida, 10,4 km nordost om Alcarràs. Trakten runt Alcarràs består till största delen av jordbruksmark.